# Iskra Oktiabria
Iskra Oktiabria (ros. Искра Октября) – osiedle w Rosji, w obwodzie jarosławskim, w rejonie rybińskim. W 2010 liczyło 1125 mieszkańców.